# Леквеишвили, Тинатин Шотавна
Тинатин Шотавна Леквеишвили — советская пловчиха. Неоднократная чемпионка и рекордсменка СССР, чемпионка Европы 1970 года. Участница двух Олимпийских Игр (1968, 1972). Мастер спорта СССР международного класса.

## Биография
Выступала под флагом общества «Динамо» (Тбилиси) (1968—1972).  Тренировалась у заслуженного тренера СССР Маргариты Георгиевны Татишвили.
Специализировалась в плавании на спине. Входила в состав сборной СССР  в 1968—1972 годах. Имела прозвище Тинано, отличалась весёлым и доброжелательным характером, говорила по-русски с забавным акцентом.
Семь раз выигрывала золотые медали на чемпионатах СССР. Чемпионка СССР на дистанциях 100 м (1968—1971) и 200 м (1970—1972) на спине. Вице-чемпионка СССР на 100 м (1972) и 200 м (1968, 1969) на спине.
Рекордсменка Европы (1970). Тринадцатикратная рекордсменка СССР.
На  чемпионате Европы 1970 года в Барселоне выиграла золотую медаль на дистанции 100 м на спине с рекордом Европы и бронзовую медаль на 200 м. Серебряная медалистка в комбинированной эстафете.  
Победительница Кубка Европы 1969 года (100 м на спине), серебряный призёр в комбинированной эстафете 4x100 м и бронзовый призёр на 100 и 200 м на спине (Кубок Европы 1971 года). 
Участница Олимпийских Игр в Мехико (1968) и Мюнхене (1972).  В комбинированной эстафете 4 × 100 м дважды была 4-й в составе сборной СССР. В индивидуальных олимпийских заплывах на спине  лучшим результатом стало 10-е место в 1972 году на стометровке.
Завершила спортивную карьеру в 1972 году.
Окончила Тбилисский медицинский институт.